# New Wilmington
New Wilmington est un borough situé au nord du comté de Lawrence, en Pennsylvanie, aux États-Unis,. En 2010, il comptait une population de 2 466 habitants, estimée au 1er juillet 2020 à 1 140 habitants. Le borough est incorporé le 24 avril 1863.

## Démographie
Lors du recensement de 2010, le borough comptait une population de 2 466 habitants. Elle est estimée, en 2020, à 2 349 habitants.

### Source de la traduction
- (en) Cet article est partiellement ou en totalité issu de l’article de Wikipédia en anglais intitulé « New Wilmington, Pennsylvania » (voir la liste des auteurs).